# IC 5125
IC 5125 ist eine Spiralgalaxie vom Hubble-Typ Sbc im Sternbild Pfau am Südsternhimmel. Sie ist schätzungsweise 215 Millionen Lichtjahre von der Milchstraße entfernt.
Das Objekt wurde im Jahre 1899 von DeLisle Stewart entdeckt.